# Krystyna Kobylańska
Krystyna Kobylańska (ur. 6 sierpnia 1925 w Brześciu, zm. 30 stycznia 2009 w Milanówku) – polska muzykolog i chopinolog.
Studiowała grę na fortepianie w Konserwatorium Warszawskim oraz muzykologię na Uniwersytecie Warszawskim (brak dyplomu).
W latach 1951–1966 pracowała w Towarzystwie im. Fryderyka Chopina. Kierowała Muzeum Fryderyka Chopina w Warszawie. W latach 1966–1967 przebywała w Paryżu, gdzie zajmowała się w Centre national de la recherche scientifique badaniem francuskich chopinianów.
Opublikowała katalog rękopisów utworów Chopina: Rękopisy utworów Chopina: katalog, «Towarzystwo im. Fryderyka Chopina. Documenta Chopiniana» 2, 2 t. Kraków 1977, w tłumaczeniu niemieckim Frédéric Chopin: Thematisch-bibliographisches Werkverzeichnis” 1979, zwany „Katalogiem Kobylańskiej, w skrócie KK. Opublikowała też Korespondencję Chopina z rodziną (Warszawa 1972) oraz Korespondencję Chopina z George Sand i jej dziećmi (2 tomy, Warszawa 1981).